# 팽후

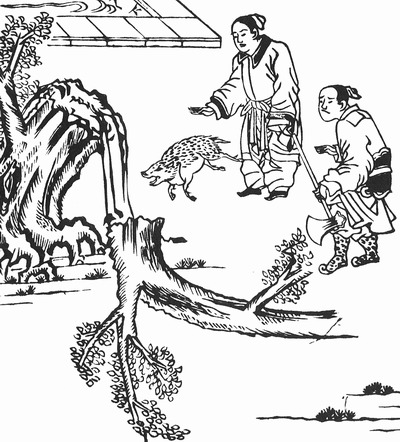
『고금백물어평판』에 실린 육경숙이 팽후 잡아먹은 이야기.

팽후(彭侯)는 중국 전설에 전하는 나무의 정괴다.
수령이 1000년이 넘은 나무에 팽후가 깃든다고 한다. 『수신기』에 보면 오나라 사람 육경숙이 아름드리 녹나무를 베자 나무에서 피가 흘러나왔고, 사람 얼굴을 가진 개와 같은 모습의 팽후가 튀어나왔는데, 잡아서 삶아먹으니 개맛이 났다고 한다. 또한 같은 책에서 상서로운 짐승 백택이 진술한 마물 목록 중에 팽후의 이름도 있었다고 한다.
팽후는 에도시대 일본에도 전해져서, 당시의 괴담집 『고금백물어평판』, 백과사전 『화한삼재도회』, 요괴화집 『금석백귀습유』에 중국의 요괴로서 소개되었다. 『화한삼재도회』에서는 『본초강목』에 인용된 『수신기』를 재인용하는 식으로 상술한 경숙의 일화를 소개하고 있으며, “팽후는 목매(木魅, 나무도깨비)”라고 풀이하였다.

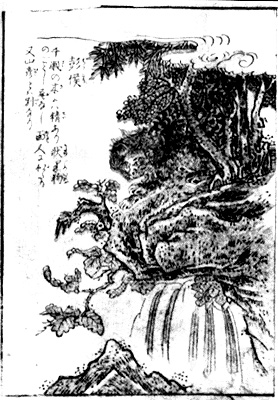
도리야마 세키엔의 『금석백귀습유』의 팽후.

일본에서 산중의 메아리는 야마비코라는 요괴가 사람의 말을 따라하는 것이라고 하였는데, 야마비코를 나무의 영이라고 여겼으므로 팽후를 야마비코와 동일시하기도 했다. 『백괴도권』이나 『화도백귀야행』에 그려진 개 같은 모습의 야마비코는 사실 전통적인 이미지가 아니라 인면견 팽후를 모델로 한 것이라는 설도 있다.